# 1075

## Събития
„Диктат на папата“, издаден от Григорий VІІ

## Починали
- Анна Ярославна, кралица на Франция